# 霍布森 (內華達州)
霍布森（英語：Hobson）是位於美國內華達州白松縣的鬼鎮。

## 歷史
霍布森的郵局於1902年設立，1914年關閉後又於1919年重啟，最終於1936年停運。

## 地理
霍布森所處的海拔為高於海平面1835米（即6020英呎），而該地所採用的時區為UTC-8，即太平洋时区（PST）。同時該地設有夏令時間，為UTC-8調快一小時，即UTC-7（PDT）。